# Bouchy-Saint-Genest
Bouchy-Saint-Genest je francouzská obec v departementu Marne v regionu Grand Est. Žije zde 210 obyvatel.

## Poloha obce
Obec leží na jihozápadě departementu Marne u jeho hranic s departementem Seine-et-Marne, tedy i u hranic regionu Grand Est s regionem Île-de-France.

### Sousední obce
| Růžice kompasu |                                         | Saint-Bon                                  | Escardes               | Růžice kompasu |
| Růžice kompasu | Villiers-Saint-Georges (Seine-et-Marne) | Sever                                      | Les Essarts-le-Vicomte | Růžice kompasu |
| Růžice kompasu | Villiers-Saint-Georges (Seine-et-Marne) | Bouchy-Saint-Genest                        | Les Essarts-le-Vicomte | Růžice kompasu |
| Růžice kompasu | Villiers-Saint-Georges (Seine-et-Marne) | Jih                                        | Les Essarts-le-Vicomte | Růžice kompasu |
| Růžice kompasu |                                         | Louan-Villegruis-Fontaine (Seine-et-Marne) | Nesle-la-Reposte       | Růžice kompasu |